# Elecciones generales de Samoa de 1979
Las elecciones generales de Samoa se llevaron a cabo el 24 de febrero de 1979. A pesar de que en ese momento en el país no existían los partidos políticos, por primera vez se formaron bloques claros al momento de la elección. Uno era a favor del Primer ministro Tufuga Efi, y que posteriormente sería el Partido Demócrata Cristiano, que obtuvo la mayoría de escaños, y el otro, liderado por Va'ai Kolone, que se oponían a su gobierno, y que más tarde se convertirían en el dominante Partido para la Protección de los Derechos Humanos. A pesar de esto, la mayoría de los votos fueron para candidatos independientes de todo bloque que no obtuvieron ningún escaño.

## Resultados
| Partido                  | Votos  | %    | Escaños |
| ------------------------ | ------ | ---- | ------- |
| Pro-Tupua Efi            | 2.465  | 24.3 | 24      |
| Facción Va'ai            | 2.160  | 21.4 | 23      |
| Otros independientes     | 5.489  | 54.3 | 0       |
| Votos en blanco/anulados | 95     | -    | -       |
| Total                    | 10.209 | 100  | 47      |
| Fuente: Nohlen et al.    |        |      |         |